# Joaquim Jordà i Pons
Joaquim Jordà i Pons (Barcelona, 28 d'octubre de 1913 - Barcelona, 24 d'agost de 1978) fou un futbolista català de la dècada de 1930.

## Trajectòria
Va jugar durant dues temporades al FC Barcelona, la 1932-33 i la 1933-34. Només arribà a disputar dos partits oficials amb el primer equip, un partit de lliga la primera temporada, i un del Campionat de Catalunya la segona.